# Leighton Hill
Leighton Hill (禮頓山) est un ensemble de 6 gratte-ciel situé à Hong Kong en Chine et achevé en 2002. Il est situé dans l'île de Hong Kong et abrite des logements.
Les 6 gratte-ciel du complexe sont les suivantes :
- Leighton Hill 1, 100 m, 30 étages, construit  2002
- Leighton Hill 2-3, 103 m, 31 étages, construit en 2002
- Leighton Hill 5, 103 m, 31 étages, construit en 2002
- Leighton Hill 6, 103 m, 31 étages, construit en 2002
- Leighton Hill 7-8, 103 m, 31 étages, construit en 2002
- Leighton Hill 9, 103 m, 31 étages, construit en 2002

L'ensemble a été conçu par l'agence d'architecture LWK & Partners (HK) Limited et par la société Sun Hung Kai Engineering Company Limited, Hysan Development Ltd, toutes deux basées à Hong Kong.